# 扇形金蝉蛛
扇形金婵蛛（学名：Phintella accentifera）为跳蛛科金蝉蛛属的动物。

## 分佈
分布于印度、越南以及中国大陆的云南等地。

## 外部連結
- 維基物種上的相關：扇形金蝉蛛